# Хименес, Дамиан
Дамиан Хоэль Хименес (исп. Damián Joel Giménez; род. 26 февраля 1982[…], Ломас-де-Самора, Буэнос-Айрес) — аргентинский футболист, защитник. Имеет также итальянское гражданство. В 2000—2001 годах защищал цвета молодёжной сборной Аргентины (15 игр), ставшей чемпионом мира. Выступал за аргентинские клубы «Банфилд», «Ньюэллс Олд Бойз», «Нуэва Чикаго», итальянскую «Пескару» и одесский «Черноморец».

## Биография
Большую часть своей ранней карьеры Хименес провел в аргентинском «Банфилде». В 2005 году он с командой играл в Кубке Либертадорес. Клуб дошел до четвертьфинала этого турнира, проиграв 3-4 «Ривер-Плейту» по сумме двух матчей. Он также провел два сезона, играя в Италии в клубе «Пескара» в Серии B. Проведя год в Италии, Хименес вернулся в Аргентину из-за семейных проблем. Он вернулся на следующий сезон, но потерял место в основе команды. 7 февраля 2007 года он переехал в «Нуэва Чикаго», чтобы играть в «Торнео Клаусура» из Пример-Дивизиона Аргентины. Команда заняла 15-е место и вылетела в Примеру B Насьональ. Из-за вылета, Дамиан стал свободный агентом.
В июле 2007 года он был на просмотре «Харт оф Мидлотиан» в Шотландии. Он произвел впечатление сотрудников клуба на предсезонном туре по Австрии, и ему был предложен контракт на один год, но не удалось согласовать условия личного контракта. Позднее, тем же летом у него был просмотр в «Бристоль Сити». Во время предсезонки с клубом в Латвии, Хименес сломал себе нос во время матча. 1 августа 2007 года он подписал контракт с украинским клубом из Одессы — «Черноморец».
18 декабря 2009 года, кипрский клуб «Алки» объявил о подписании Дамиана Хименеса до конца сезона.